# Meruana elegans
Meruana elegans är en stekelart som beskrevs av Vittorio Luigi Delucchi 1962. Meruana elegans ingår i släktet Meruana och familjen finglanssteklar.
Artens utbredningsområde är Tanzania. Inga underarter finns listade i Catalogue of Life.